# Sergey Krakovskiy
Sergey Viktorovich Krakovskiy ou Serhiy Viktorovych Krakovs'kyi - respectivamente, em russo, Сергей Викторович Краковский e, em ucraniano, Сергій Вікторович Краковський (Mykolaiv, 11 de agosto de 1960) - é um ex-futeoblista ucraniano.
Durante a maior parte de sua carreira, ele jogou no Dnipro Dnipropetrovs'k, participando da conquista dos dois títulos no campeonato soviético do clube (em 1983 e 1988). Foi pela Seleção Soviética à Copa de 1986 como o segundo reserva de Rinat Dasayev (o outro era Viktor Chanov).
Após deixar o Dnipro (havia defendido o Dínamo de Kiev no fim da década de 1970), Kakovskiy foi atuar no ainda incipienhte futebol de Israel, onde vestiu as camisas de Hapoel Tzaf. Holon e Hapoel Hadera, clube onde se despediu dos gramados, em 1994. Ainda assim, disputou algumas partidas pelo Chemist, clube da cidade de Zhitomir, antes de se aposentar definitivamente como jogador.
Em 2007, ele atuou como treinador de goleiros do Dínamo de Kiev.